# Dorback Burn
Der Dorback Burn ist ein Fluss in Schottland. Er entspringt in der Council Area Highland und mündet in Moray in den Divie, der über den Findhorn in den Moray Firth entwässert. Wie auch die umliegenden Flüsse, trat der Dorback Burn bei den Hochwassern im August 1829 über seine Ufer und verheerte die umgebenden Landstriche.

## Geographie
Der Dorback Burn fließt auf einer Höhe von 295 m ASL aus dem vor der Südflanke der Cairngorms gelegenen See Lochindorb ab, der im Südosten der Council Area Highland gelegen ist. Auf seinen ersten vier Kilometern fließt er vornehmlich in nordöstlicher Richtung und dreht dann bis zu seiner Mündung in den Divie nach Norden. Etwa auf Höhe des Richtungswechsels passiert er die Grenze zwischen Highland und Moray. Durch eine dünnbesiedelte, hügelige Region Morays verlaufend, passiert der Dorback Burn bis zu seiner Mündung keine Ortschaft. Nach einer Strecke von etwa 13 Kilometer mündet er unweit der Streusiedlung Edinkillie in den Divie.

## Umgebung
Nach rund vier Kilometer quert mit der Dava Bridge die einzige Straßenbrücke den Dorback Burn. Die denkmalgeschützte Bogenbrücke aus dem späten 18. Jahrhundert führt die A939. Sie liegt auf der Grenze zwischen Highland und Moray. Jenseits der Brücke folgt die nach Forres führende A940 entlang dem rechten Ufer dem Lauf des Dorback Burns bis zu seiner Mündung.
Nahe seinem Abfluss aus dem Lochindorb sind zur Linken Spuren prähistorischer Besiedlung gelegen. Diese sind als Scheduled Monument geschützt.

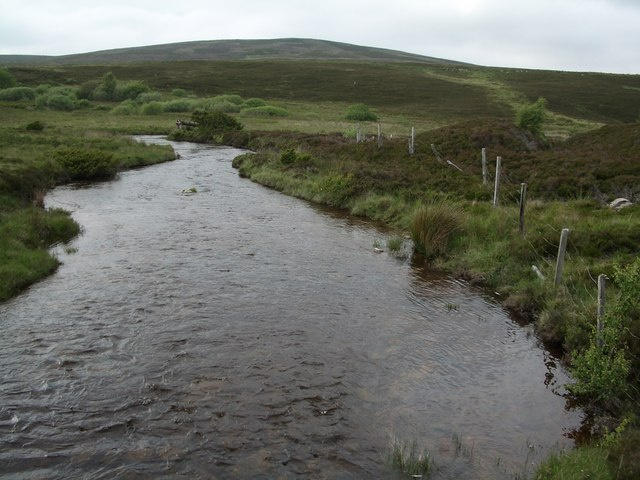
Direkt jenseits des Abflusses aus Lochindorb
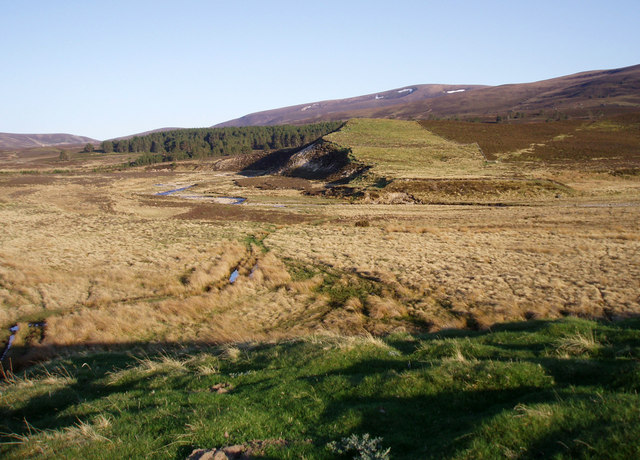
Der Oberlauf durchfließt das Dava Moor
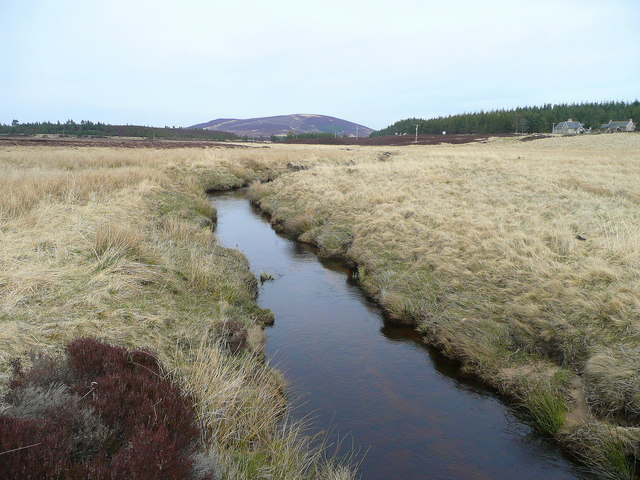
Der Anaboard Burn ein kurzes Stück vor der Mündung in den Dorback Burn